# Эмбритоподы
Эмбритопо́ды (лат. Embrithopoda) — отряд вымерших млекопитающих, живших в эоцене и раннем олигоцене. Самыми известным представителем этого отряда является арсинойтерий (Arsinoitherium).

## Характерные черты
Эмбритоподы внешне напоминали носорогов, однако их рога состояли не из кератина, а из кости. У арсинойтериев на носовых костях имелось два рога, находившихся рядом друг с другом, а также несколько маленьких рогов на лобных костях. Существовали и безрогие виды. Туловище эмбритоподов было длинное и мощное, короткие и массивные конечности были пятипалыми и стопоходящими. Кожа, как у современных слонов, была толстой и безволосой. Зубы были относительно примитивными и позволяют предположить растительную пищу. Длина тела составляла 3—4 м.

## Распространение
Ископаемые остатки эмбритоподов известны из Северной Африки, Азии и Восточной Европы. Средой обитания были мангры и болотистые местности.

## Классификация
† Семейство Фенаколофовые (Phenacolophidae)
- † Род Фенаколофы[источник не указан 2479 дней] (Phenacolophus)
- † Род Ганолофы[источник не указан 2479 дней] (Ganolophus)
- † Род Минхенеллы[источник не указан 2479 дней] (Minchenella)
- † Род Тиеншанилофы[источник не указан 2479 дней] (Tienshanilophus)
- † Род Юэлофы[источник не указан 2479 дней] (Yuelophus)

† Семейство Палеомасиевые (Palaeoamasiidae)
- † Род Палеоамасии[источник не указан 2479 дней] (Palaeoamasia)
- † Род Гипсамасии[источник не указан 2479 дней] (Hypsamasia)
- † Род Кривадиатерии[источник не указан 2479 дней] (Crivadiatherium)

† Семейство Арсинойтериевые (Arsinoitheriidae)
- † Род Наматерии[источник не указан 2479 дней] (Namatherium)
- † Род Арсинойтерии (Arsinoitherium)

Эмбритоподы относятся к надотряду афротерий. Из современных представителей надотряда наиболее близкими родственниками эмбритоподов являются сирены, а более далёкими — хоботные.